# Temporada 1994-1995 del Club Joventut Badalona
La temporada 1994-1995 va ser la 56a temporada en actiu del Club Joventut Badalona des que va començar a competir de manera oficial. La Penya va disputar la 39a temporada a la màxima categoria del bàsquet espanyol. Va acabar la fase regular en la catorzena posició, lluny de poder classificar-se per disputar els desempats (play offs), molt lluny de la tercera plaça obtinguda la temporada anterior. L'equip també va participar en la Lliga Europea i la Copa del Rei, i va endur-se la Lliga catalana. Va ser la darrera temporada amb la denominació 7up Joventut.

## Resultats
Lliga Europea: va superar la segona ronda de la fase prèvia al guanyar l'ASK Brocēni gràcies al basquetaverage favorable. A la següent ronda no va superar la fase de grups.
Lliga ACB: acaba la fase regular a la catorzena posició de 20 equips participants, lluny de classificar-se per disputar els play-offs pel títol. En 38 partits disputats de la fase regular va obtenir un bagatge de 17 victòries i 21 derrotes, amb 2.938 punts a favor i 3.014 en contra (-76).
Copa del Rei: va quedar eliminat a quarts de final en perdre 96 a 89 davant el Taugrés Baskonia, qui acabaria guanyant el títol.
Lliga catalana: va guanyar la 15a edició de la Lliga catalana. En semifinals va eliminar el Cornellà per 87 a 51, i a la final va derrotar el Barça per 88 a 72.

## Plantilla
La plantilla del Joventut aquesta temporada va ser la següent:
| Club Joventut Badalona: plantilla 1994-95 |                      |         |      |
| #                                         | Jugador              | Pos.    | A.   |
| 4                                         | Yamen Sanders        | Pivot   | 2.06 |
| 5                                         | Rafa Jofresa         | Base    |      |
| 6                                         | Tomàs Jofresa        | Base    | 1.84 |
| 8                                         | Jordi Villacampa     | Aler    | 1.96 |
| 9                                         | Dani Garcia          | Pivot   | 2.09 |
| 10                                        | John Ebeling         | Pivot   | 2.03 |
| 11                                        | Stephen Bardo        | Escorta | 1.96 |
| 12                                        | Juan Antonio Morales | Pivot   | 2.11 |
| 13                                        | César Sanmartín      | Aler    | 1.98 |
| 14                                        | Alfonso Albert       | Pivot   | 2.11 |
| 15                                        | Mike Smith           | Aler    | 1.98 |

| Club Joventut Badalona: staff 1994-95 |                      |
| Nom                                   | Funció               |
| Miquel Nolis                          | Entrenador           |
| Josep Maria Izquierdo                 | Entrenador assistent |
| Josep Maria Margall                   | Entrenador assistent |

| Jugadors del planter amb minuts al 1r equip |              |      |      |              |
| #                                           | Jugador      | Pos. | A.   | Participació |
| 99                                          | Josep Perich | Base | 1.87 | 1 partit     |

### Baixes
| Baixes a l'inici de temporada |       |
| Jugador                       | Pos.  |
| Dani Pérez                    | Aler  |
| Dyron Nix                     | Aler  |
| Corny Thompson                | Pivot |
| Tony Dawson                   | Aler  |
| Ferran Martínez i Garriga     | Pivot |

| Baixes durant la temporada |            |
| Jugador                    | Pos.       |
| Greg Woodard               | Aler       |
| Howard Wright              | Aler       |
| Nenad Markovic             | Aler       |
| Joffre Lleal               | Escorta    |
| Keith Owens                | Aler       |
| Pedro Martínez             | Entrenador |